# Midnight Oil
Pour leur premier album, voir Midnight Oil (album).
Midnight Oil, parfois appelé The Oils, est un groupe rock australien, originaire de Sydney. Le groupe commence sa carrière en 1972 sous le nom de The Farm avant de devenir Midnight Oil en 1977.
Le groupe connaît une célébrité internationale avec le titre Beds Are Burning, extrait de l'album Diesel and Dust en 1987. Le groupe compte environ 15 millions d'albums vendus dans le monde. Séparé en 2002, le groupe se reforme ponctuellement puis à partir de 2016 pour une tournée mondiale.
Les œuvres de Midnight Oil sont ouvertement écologistes, antinucléaires, pacifistes, ou prennent cause pour les aborigènes d'Australie.
Le nom  vient de l'expression idiomatique burning the midnight oil (1635), « brûler l'huile de minuit », utilisée pour signifier qu'une personne travaille tard dans la nuit (par métonymie : à la lueur d'une lampe à huile puis à pétrole).

## Biographie

### The Farm (1972–1976)
Le groupe se forme d'abord sous le nom de Farm dans la banlieue de Sydney en 1972 avec Rob Hirst à la batterie, Jim Moginie à la guitare, Andrew « Bear » James à la basse. Le trio, qui à cette époque est un groupe à temps partiel, joue essentiellement des reprises de Led Zeppelin, Creedence Clearwater Revival ou Cream.
En 1976 les trois musiciens font paraître une annonce afin de recruter un chanteur pour les accompagner en tournée d'été. C'est Peter Garrett, sur le point de terminer ses études de sciences politiques et juridiques à l'Université nationale australienne de Canberra, qui est engagé,,.
À la fin 1976, Garrett emménage à Sydney et, ses études terminées, Farm devient un groupe à temps plein et change de nom pour Midnight Oil, parmi d'autres qui étaient envisagés comme « Television », « Sparta » et « Southern Cross. » Midnight Oil est une référence à la chanson de Jimi Hendrix intitulée Burning of the Midnight Lamp.

### Nouveau nom et début du succès (1977–1983)

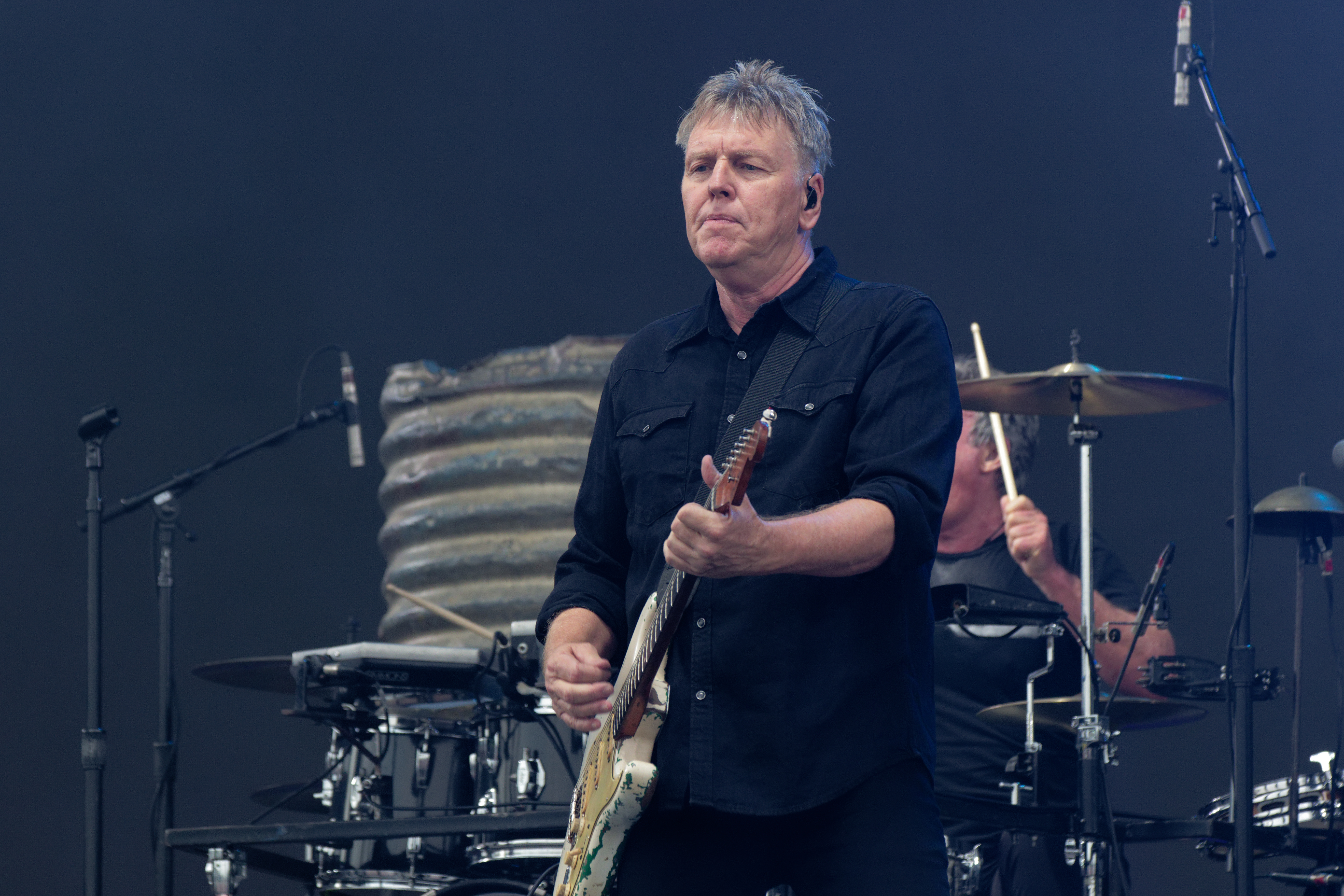
Martin Rotsey, guitariste du groupe en concert sur la scène du festival des Vieilles Charrues 2022.

Midnight Oil se produit surtout dans des pubs et développe une sonorité musicale brutale plus axée punk-hard rock avec des compositions originales dues en grande part à Rob Hirst et Jim Moginie qui resteront les principaux compositeurs et paroliers du groupe. En 1977, le guitariste Martin Rotsey rejoint la formation. En association avec son manager Gary Morris (considéré par les cinq musiciens comme un sixième membre officieux), le groupe fonde son propre label discographique indépendant nommé Powderworks. En juin 1978, les cinq musiciens rejoignent les Albert Studios à Sydney avec le producteur Keith Walker, de la station de radio Triple J, pour enregistrer l'album Midnight Oil. Distribué par Powderworks en novembre 1978, il atteint la 43e place des charts australiens. Le premier single intitulé Run by Night suit en décembre, avec peu de succès dans les charts, atteignant la centième place des classements musicaux australiens. Le groupe gagne cependant en notoriété grâce à la scène, se faisant remarquer par des performances brutales, avec les deux guitaristes Moginie et Rotsey, la batterie et le chant de Hirst et la présence scénique de Garrett, une énergie que l'album a du mal à rendre avec fidélité selon les critiques,.
Le deuxième album Head Injuries, produit par Leszek Karski, est plus convaincant. Distribué par le label Powderworks en octobre 1979 atteint la 36e place des classements en 1980 et est certifié disque d'or,. En avril 1980, le bassiste Andrew James quitte le groupe à la suite d'une maladie et est remplacé par Peter Gifford (ex-Huntress, Ross Ryan Band). En novembre 1980 sort le EP Bird Noises, également produit par Karski, qui atteint la 28e place des classements musicaux australiens, porté notamment par le morceau instrumental Weddingcake Island.
Le troisième album, Place without a Postcard est enregistré à Londres et produit par Glyn Johns. C'est avec CBS Records que Midnight Oil signe un contrat, qui le distribue en novembre 1981. Avec cet album le groupe critique avec virulence le mode de vie oisif de leurs compatriotes qui passent leur temps à faire du surf et à bronzer à la plage. Le disque se classe à la 12e place des charts australiens et les deux singles qui en sont extraits, Don't Wanna be the One et Armistice Day atteignent respectivement la 40e et la 31e place.
L'année suivante, le groupe choisit de nouveau Londres pour enregistrer son quatrième album 10, 9, 8, 7, 6, 5, 4, 3, 2, 1 qu'il coproduit avec Nick Launey. Ce disque, qui est le premier du groupe à être distribué hors d'Australie, est radicalement antimilitariste et contre le nucléaire, visant en particulier la politique d'armement américaine. Le contrat passé avec CBS exclut par ailleurs toute intervention ou pression du label concernant les paroles des chansons. L'album est un franc succès, se classant 3e en Australie et 5e en Nouvelle-Zélande, tandis que Power and The Passion, le premier single qui en est extrait atteint respectivement la 8e et la 4e place dans ces mêmes pays.

### Consécration (1984–1992)
En 1984, le groupe enregistre à Tokyo l'album Red Sails in the Sunset, dont la pochette montre la ville de Sydney dévastée par une explosion nucléaire. Midnight Oil semble prendre la relève du rock australien, en compagnie d'INXS. Son combat contre le nucléaire atteint son apogée avec l'EP Species Deceases un an plus tard, l'année des quarante ans du premier bombardement nucléaire sur une ville de l'histoire. Ces deux disques atteignent la première place du top 40 australien,.
Midnight Oil passe le mois de juillet 1986 à jouer dans le bush australien auprès des populations aborigènes à l'invitation du groupe aborigène The Warumpi Band, devenant le premier groupe blanc à se produire dans ces régions reculées. L'aventure est retracée dans une VHS Sony Music Video Black Fella White Fella. Profondément marqué par l'expérience, le groupe enregistre la chanson The Dead Heart qui défend la cause des Aborigènes. Sorti en single, le titre se classe à la 6e place en Australie, au Hot 100, et au Royaume-Uni. Il préfigure l'album Diesel and Dust, dans lequel il est inclus. Sorti en août 1987, celui-ci connaît un grand succès un peu partout sur la planète, avec ses tubes Beds are Burning, The Dead Heart (réédité à l'international), Dreamworld, ou encore Put Down that Weapon, qui rentrent dans les charts internationaux entre 1987 et 1989. Beds are Burning est le single du groupe qui a connu le plus de succès, et demeure son titre emblématique. En novembre 1987, le bassiste Peter Gifford quitte le groupe, il est remplacé par le musicien néo-zélandais Bones Hillman, ex-membre de The Swingers. Les Oils entament alors une tournée mondiale, et à cette époque, ils partagent avec INXS, le titre de groupe australien le plus populaire au niveau international.
En 1990 sort l'album Blue Sky Mining, abordant cette fois des sujets environnementaux mondiaux comme la déforestation et les pluies acides. Blue Sky Mine, Forgotten Years, Bedlam Bridge, King of the Mountain et One Country sortent en singles, avec pour les premiers cités, un succès certain. Le 30 mai de cette même année à New York, le groupe organise, en pleine tournée, un concert improvisé devant le siège de la compagnie pétrolière Exxon au World Trade Center, accusée d'avoir déversé des tonnes de pétrole en Alaska avec l'échouement de l'Exxon Valdez. Une VHS (rééditée depuis en DVD) Black Rain Falls retrace le concert donné ce jour-là (CBS Music Video). En 1992 sort l'album live Scream in Blue: Live. Il est produit par Keith Walker, et comprend des concerts enregistrés entre 1982 et 1990, dont Progress,.

### Dernière période (1993–2001)
En 1993 sort l'album Earth and Sun and Moon. Comme à presque chaque nouvel album, Midnight Oil entame une tournée mondiale, même si le succès que rencontre le groupe est désormais sur la voie du déclin. Après trois ans de silence, Midnight Oil sort l'album Breathe en 1996. Suit 20,000 Watt R.S.L., un florilège qui sera certifié quadruple disque de platine. Les albums qui suivent, Redneck Wonderland en 1998, The Real Thing en 2000, et Capricornia en 2002 atteignent tous le top 10 de l'ARIA. Sur Redneck Wonderland, en 1998, le groupe prend un virage musical important en mélangeant des riffs sursaturés aux nouvelles technologies de l'époque, mais les années de gloire sont définitivement derrière le groupe, et cet album passe inaperçu.
Une tournée est organisée en 2000, à la suite de laquelle sort The Real Thing, reprenant quelques-uns de leurs plus grands classiques joués en versions acoustiques en 1993 et 1994 ainsi que quatre titres inédits. Le groupe participe également à la cérémonie de clôture des Jeux olympiques de Sydney en 2000.

### Capricorniaet séparation (2002)
Capricornia sort en 2002. Peter Garrett quitte le groupe en décembre de cette même année pour se consacrer entièrement à la politique, dissolvant par la même occasion la formation, qui enregistre avant sa séparation le titre No Man's Land écrit par Alan Simon pour l'album environnemental Gaia.

### Retours sporadiques (2003–2009)

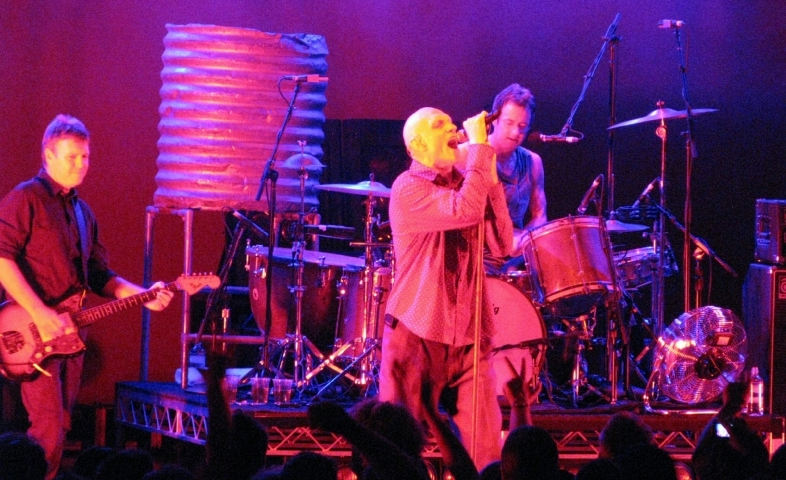
Midnight Oil en 2009.

Le groupe se reforme plusieurs fois pour des concerts de charité. Ils jouent à l'occasion du Projet Gaia de Alan Simon en 2003, et participent à la compilation Peace Not War contre la Guerre en Irak. Le 29 janvier 2005, ils jouent lors d'un concert à but humanitaire Wave Aid en faveur des victimes du tsunami du 26 décembre 2004. Rob Hirst, Jim Moginie et Martin Rotsey jouent le 11 novembre 2007 à Sydney, sous le nom de Ebb Tide and the Shorebreakers, en marge d'un festival au profit de la lutte contre la leucémie.
En 2007 sort la compilation Flat Chat, contenant une quinzaine de titres. Le remastering est utilisé, comme pour l'album Diesel and Dust, réédité en avril 2008. Diesel and Dust contient aussi la vidéo intitulée BlackFella/WhiteFella qui retrace l'implication du groupe auprès des tribus Aborigènes pendant l'année 1986. Les trois musiciens rejouent le 3 août 2008 pour un festival. En septembre 2008, tous les albums de 1978 à 1987 en versions remastérisées sont en vente sur iTunes.
En novembre 2007, Peter Garrett devient ministre de l'environnement du gouvernement australien à la suite de la victoire de son parti politique l'Australian Labor Party. À la fin février 2009, il annonce la reformation temporaire du groupe lors d'un concert de charité donné pour les victimes des incendies ayant ravagé peu auparavant l'État de Victoria. En octobre 2009, le groupe réactualise les paroles de Beds are Burning pour la création du clip de la campagne mondiale de promotion de la conférence de l'Organisation des Nations unies qui s'est réunie en décembre 2009 pour décider du remplacement du protocole de Kyoto. Kofi Annan assurera le lancement de la chanson de la campagne mondiale tck tck tck Time for Climate Justice. Le bruit d’une horloge et un clip multi-stars sont lancés sur la toile.

### Retour scénique et discographique (depuis 2016)
Le 15 juillet 2016, Peter Garrett sort son premier album en solo, A Version of Now, et entreprend une tournée en Australie, tandis qu'une reformation de Midnight Oil pour une tournée mondiale est envisagée pour 2017. En effet, la tournée, baptisée The Great Circle 2017, débute en avril 2017 au Brésil et s'achève en novembre 2017 en Australie. Trois coffrets en éditions limitées sortent le 12 mai 2017 : Full Tank, contenant l'intégrale des albums studio et les deux EP en CD plus un DVD, The Vinyl Collection, avec les 11 albums studio et les deux EP au format vinyle, et The Overflow Tank, réunissant quatre CD et douze DVD live avec du matériel inédit.
Un documentaire consacré au groupe réalisé par Ray Argall et intitulé Midnight Oil: 1984 connaît une sortie limitée en salles en Australie en mai 2018 avant d'être distribué en DVD en juillet,.
Le 9 novembre 2018 l'enregistrement de l'un  des derniers concerts de la tournée The Great Circle sort en DVD et en CD sous le titre Armistice Day: Live at the Domain, Sydney.
Les réactions positives reçues lors de la tournée et le plaisir de jouer ensemble sur scène décident Midnight Oil à reprendre la route en 2019 avec une série de concerts en Europe (Royaume-Uni, Irlande, Allemagne, France, Belgique, Suisse) en juin et juillet ainsi que plusieurs en Australie.
Le 7 août 2020 sort le premier single du groupe en dix-huit ans, Gadigal Land, auquel plusieurs artistes aborigènes ont participé. Un nouveau single est dévoilé le 25 septembre 2020, First Nation. Les deux chansons sont extraites d'un mini album de sept titres, The Makarrata Project, qui sort le 30 octobre 2020,. Réalisé en collaboration avec des artistes aborigènes, il est entièrement dédié à la déclaration d'Uluru.
Le 8 novembre 2020, le groupe annonce la mort de son bassiste, Bones Hillman, des suites d'un cancer à l'âge de 62 ans.
Fidèle à ses engagements pour l'écologie et voulant transmettre un message juste avant la COP 26, le groupe dévoile le 28 octobre 2021 un nouveau single parlant de la crise climatique et intitulé Rising Seas. Il s'agit du premier extrait du nouvel album, Resist, dont la sortie est décalée au 18 février 2022 afin de coïncider avec une tournée de concerts comme celui du Byron Bay Bluefest, festival dont Midnight Oil est tête d'affiche. À l'issue de cette tournée, annoncée comme la dernière, les membres de Midnight Oil se consacreront à d'autres projets  mais ils n'excluent pas la possibilité d'enregistrer de nouvelles chansons ensemble dans l'avenir et de soutenir les causes qui leur tiennent à cœur,.  
Le 7 novembre 2021, soit un an après la mort de Bones Hillman, le groupe sort sous le nom de The Hillmans un single intitulé One Voice, en hommage à son ancien bassiste. Il a été enregistré en compagnie d'autres musiciens comme Warne Livesey, Hamish Stuart et Jay O'Shea la fille de Rob Hirst, lequel assure le chant principal sur ce titre. Puis début 2022, l'album Resist est, comme prévu, publié.

## Membres

### Membres actuels
- Peter Garrett – chant, harmonica (1976–2002, depuis 2016)
- Jim Moginie – guitare, claviers (1976–2002, depuis 2016)
- Martin Rotsey – guitare (1977–2002, depuis 2016)
- Rob Hirst – batterie, chant (1976–2002, depuis 2016)

### Anciens membres
- Andrew "Bear" James – basse (1976–1980)
- Peter Gifford – basse, chant (1980–1987)
- Bones Hillman (†) – basse, chant (1987–2002, 2016-2020)

- Gary Morris – manager (1976–2002)[2]

### Membres additionnels
- Charlie McMahon – didgeridoo (1984, 1986, Live at The Domain - 11 novembre 2017)
- Gladdie Reed – trombone (1985–1990)
- Chris Abrahams – claviers (1993, 1994, 2000)
- Jack Howard  - cuivres - percussions (The Great Circle Tour - 2017)
- Adam Ventoura – basse, chant (depuis 2021, à la suite du décès de Bones Hillman)

## Discographie

### Albums studio
- 1978 : Midnight Oil
- 1979 : Head Injuries
- 1981 : Place without a Postcard
- 1982 : 10, 9, 8, 7, 6, 5, 4, 3, 2, 1
- 1984 : Red Sails in the Sunset
- 1987 : Diesel and Dust
- 1990 : Blue Sky Mining
- 1993 : Earth and Sun and Moon
- 1996 : Breathe
- 1998 : Redneck Wonderland
- 2002 : Capricornia
- 2020 : The Makarrata Project
- 2022 : Resist

### EP
- 1980 : Bird Noises
- 1985 : Species Deceases

### Albums live
- 1992 : Scream in Blue: Live
- 2000 : The Real Thing
- 2004 : Best of Both Worlds (CD bonus commercialisé seulement avec le DVD du même titre)
- 2018 : Armistice Day: Live at the Domain, Sydney

### Vidéos
- Black Fella White Fella (Live) - 1987 (VHS, réédition DVD commercialisée avec la Legacy Edition du CD Diesel and Dust en 2008)
- Black Rain Falls (Live) - 1990 (VHS, rééditée en DVD en 2014)
- 20,000 Watt R.S.L. The Midnight Oil Collection (Clips, Live, Interviews) - 1997 (VHS et DVD)

- Midnight Oil: 1984 - 2018 (DVD, documentaire)
- Armistice Day: Live at the Domain, Sydney - 2018 (DVD live)